# Камінг-аут
Ка́мінг-а́ут, а також ка́мінґ-а́ут, ка́мінг а́ут, ка́мін-а́ут і каміна́ут (англ. coming out — «розкривання», «вихід»; скор. від coming out of the closet — «вийти з шафи», «вихід з комірки», у значенні «вийти із темряви, відкритися») — процес добровільного й усвідомленого визнання людиною своєї сексуальної орієнтації чи гендерної приналежності. Також може означати результат такого процесу. Термін «камінг-аут» застосовується здебільшого стосовно ЛГБТ, які усвідомили себе як лесбійка, гей, бісексуальна або пансексуальна людина і прийняття своєї сексуальної орієнтації, або трансгендерні люди — невідповідність психічної статі біологічній.
Аутинг, тобто примусове відкриття відповідних обставин особистого життя людини, публічне розголошення інформації про сексуальну орієнтацію чи гендерну ідентичність людини без її на те бажання та згоди, не вважається камінг-аутом і може бути розцінене як порушення закону. У результаті можливе перенесення ставлення людей до ЛГБТ-людини в соціальну і професіональну сферу. Такий ефект може бути використаний для того, щоб скомпрометувати людину, зіпсувавши її особисту або громадську репутацію, а також поставивши під сумнів її професійну компетентність.
Деякі представники поп-культури використовують камінг-аут або натяки на свою гомосексуальність для підвищення інтересу до власної персони, як, наприклад, вчинив російський гурт Тату.
Є два види камінгауту: різкий та поступовий. У першому випадку людина розповідає про свою орієнтацію відкрито і всім одразу, наприклад, на сторінці у соцмережах. Поступовий камінгаут — це поступове розширення кола людей, що знають про орієнтацію людини.

## Історія

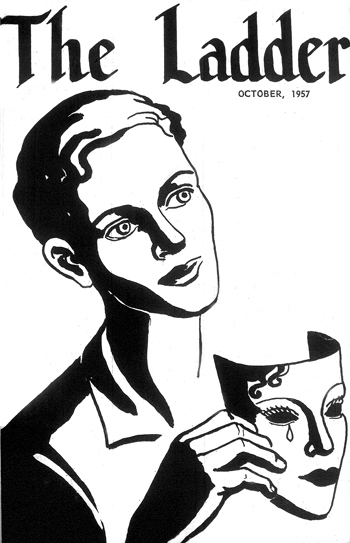
Обкладинка лесбійського журналу The Ladder від жовтня 1957 року. Образ маскування та знімання масок був дуже популярний в еру гомофілії, а також послужив прототипом політичної стратегії камінг-ауту і дав назву «товариству Маттачін»

Уперше термін «камінг-аут» було запропоновано 1869 року німецьким адвокатом, журналістом і захисником прав меншин Карлом Гейнріхом Ульріхсом як різновид концепції емансипації. Потаємне існування меншин, на його думку, зменшувало можливість їх впливу на громадську думку, — і він закликав гомосексуалів ставати виднішими, здійснюючи «камінг-аут».
Згодом німецький терапевт і сексолог Іван Бльох, у своїй праці під назвою «Сексуальне життя нашого часу та його відношення до сучасної цивілізації» (1906) заохочував літніх гомосексуалів здійснювати камінг-аут для гетеросексуальних членів своїх сімей і знайомих.
Сексолог Магнус Хіршфельд звернувся до цієї теми у своїй праці «Гомосексуальність чоловіків та жінок» 1914 року, розмірковуючи над можливістю сповіщення поліції про свою орієнтацію з боку декількох тисяч можновладних чоловіків та жінок з метою вплинути на законодавчі органи і громадську думку.
Першою відомою особою, що здійснила камінг-аут у США, став поет Роберт Данкан: після того, як він оголосив про свою орієнтацію, його було звільнено з військової служби 1941-го року, майже одразу після призову. 1944 року у статті в анархістському журналі «Politics», підписаній власним ім'ям, поет оголосив, що гомосексуали є репресованою і пригнобленою меншиною.
1951 року Дональд Вебстер Корі у своїй праці «Гомосексуал в Америці» відзначив: «Суспільство видало мені маску, яку я змушений постійно носити… Куди б я не йшов, я прикидаюсь усюди і перед усіма представниками усіх верств суспільства». Хоча під цим псевдонімом приховувався американський професор соціології і кримінології Едвард Сагарін, його відвертий опис своїх суб'єктивних відчуттів став приводом для усвідомлення гомосексуалами себе як частини суспільства, а також сприяв виникненню руху гомофілів.
Таємне правозахисне «Товариство Маттачін», засноване Гаррі Хеєм та іншими учасниками президентської кампанії за кандидата Генрі Воллеса 1950 року в Лос-Анджелесі, також потрапило у поле зору громадськості, коли у Сан-Франциско 1953 року на чолі групи стали гомосексуали Хел Колл, Кен Бернз і Дон Лукас.
Наприкінці 1950-х термін «камінг-аут», до цього — жаргонізм гомосексуалів, потрапив до наукової термінології завдяки північноамериканському психологу Евелін Хукер, яка присвятила низку новаторських робіт дослідженню спільноти геїв. Вона стверджувала, що «нерідко дебют (або камінг-аут як називають його гомосексуали) людини, впевненої у своїй гомосексуальності, але яка боролася із цим відчуттям, відбувається тоді, коли вона уперше публічно ідентифікує себе гомосексуалом у присутності інших гомосексуалів, що з'являються в одному із їх барів».
У 1960-ті роки Френк Камені став першим відкритим активістом у боротьбі гомосексуалів за свої права у США. Згодом звільнений з посади астронома армійської картографічної служби за гомосексуальну поведінку, він відкрито протестував проти законності свого звільнення — і поступово довів справу до Конституційного суду США. Камені закликав гомосексуалів не до оборонних, а до войовничих, наступальних публічних дій. За його твердженням, ключовим моментом є те, що геї «повинні впровадити у своїй власній спільноті думку про значущість кожного гея», і цієї мети можна досягти лише шляхом проведення кампаній, на чолі яких стояли б відкриті гомосексуали. За аналогією з девізом боротьби афроамериканців за свої права «Темношкірий — значить прекрасний» (англ. «Black is Beautiful»), своїм девізом Камені обрав фразу «Гей — значить хороший» (англ. «Gay is Good»).

## Камуфлююча гетеросексуальність
Деякі люди, що ідентифікують себе як геї, лесбійки, бісексуали або трансгендери, а також ті, хто відчувають гомосексуальні переживання, але не належать до сексуальних меншин, підтримують натомість гетеросексуальні стосунки або одружуються (наприклад, так тривалий час поводив себе британський поп-співак Елтон Джон). Подібну поведінку описано терміном «камуфлююча гетеросексуальність», під яким російський лікар-сексолог Михайло Бейлькін розуміє «гетеросексуальну активність гомосексуалів, мотивовану міркуваннями соціального престижу». Така камуфлююча поведінка людей, які за інших обставин визнали б себе геями або лесбійками, практикується для створення в оточуючих ілюзії про їхню гетеросексуальну орієнтацію і для сприйняття соціумом. За словами Бейлькіна, подібні випадки треба відрізняти від поведінки відкритих бісексуалів в довготермінових гетеросексуальних відносинах: «Бісексуальну поведінку в рамках […] камуфлюючої гетеросексуальності слід відрізняти від справжньої бісексуальності».
Інші люди, що приховують свою сексуальну орієнтацію, не мають жодних гетеросексуальних контактів і намагаються захиститися від дискримінації або відчуження шляхом приховування своєї сексуальної орієнтації чи вподобань. Бейлькін стверджує: «щоб зрозуміти мотивацію такої поведінки, не потрібні спеціальні знання. Мова йде про вимушену підпорядкованість гомосексуала соціальним правилам суспільства, яке зовсім не підтримує сексуальне інакомислення.»

## Процес камінг-ауту
Дансько-німецький психолог у галузі психології розвитку та психоаналітик Ерік Еріксон виявив, що у процесі свого психічного розвитку людина долає вісім певних стадій, вирішуючи конкретні психологічні завдання. Він стверджував, що для психічного здоров'я людини вкрай важлива інтеграція сексуальності в цілісний образ «Я» в процесі формування психічної ідентичності. В той ж час Еріксон каже, що це формування є комплексним процесом взаємодії між особистістю та суспільством. Аналізуючи цю працю, психотерапевт Домінік Девіс стверджує: «Оскільки формування ідентичності геїв і лесбійок в обтяженому гомофобією суспільстві відбувається зовсім інакше, ніж у гетеросексуалів, їх психічний розвиток свідчить про інтеграцію стигматизованої сексуальності в їхній образ „Я“».
З кінця 1970-х років дослідниками було сформульовано різноманітні психологічні моделі процесу камінг-ауту (Grace, 1977; de Monteflores, Schultz, 1978; Kimmel, 1978; Cass, 1979; Troiden, 1979; Woodman, Lenna, 1980; Coleman, 1981-82; MacDonald, 1982; Minton, MacDonald, 1983-84; Troiden, 1989). Зокрема, американський соціолог Річард Тройден запропонував такі чотири фази для опису процесу формування сексуальної ідентичності гомосексуала:
- передчуття відмінності від інших людей, що виникає у людини до статевої зрілості;
- сумнів у гетеросексуальній ідентичності, який припадає на підлітковий вік;
- сприйняття своєї гомосексуальності, яке може і не відбутися через ворожі соціальні установки;
- ідентифікація себе як представника сексуальної меншини, установлення зв'язку сексуальності з емоціональністю, інтеграція своєї сексуальності в образ «Я».

Через те що конкретних «причин» формування сексуальної ідентичності гомосексуалів не виявлено, сам процес камінг-ауту і його теоретичні обґрунтування спричиняють суперечки та дискусії: жодна з розроблених моделей не може вважатися вичерпною. Тим не менше, вони збігаються в одному: процес не є лінійним, і людина може одночасно вирішувати декілька психологічних завдань, що належать до різних стадій процесу.

### Усвідомлення власної орієнтації
Психологічна модель процесу камінг-ауту, розроблена Елі Коулменом, передбачає наявність так званої стадії «перед-виявлення», після якої відбувається камінг-аут, в якій дитина в ранньому віці починає відчувати свою відмінність від ровесників, а також конфлікт своїх почуттів із засвоєними в сім'ї негативними установками стосовно гомосексуальності. На цій стадії багато людей не можуть зрозуміти, що поганого в їхньому потягу до своєї статі, і відчувають свою відмінність від інших задовго до того, як зіставлять її зі своєю належністю до сексуальних меншин.
Психотерапевт Хенлі-Хеккенбрюк підкреслює, що

| «індивідуальні нюанси визначення [людиною] своєї ідентичності важко перерахувати. Вони визначаються особливостями особистості і характеру, віком, коли людина вперше усвідомила свою відмінність, особливостями перебігу фізичних процесів, ригідністю сімейних поглядів (зокрема тих, які стосуються сексуальної поведінки), релігійним вихованням, негативним або травматичним досвідом, пов'язаним із сексуальною орієнтацією» [27]. |
Вік усвідомлення своїх гомосексуальних переживань у геїв і лесбійок відрізняється. За даними спостережень, проведених дослідниками Карлою Джей та Алленом Янгом, для чоловіків цей вік становить 13-14 років, а для жінок — 18. Більшість чоловіків починають сексуальні стосунки з особами своєї статі ще до того, як усвідомлять себе геями. Жінки зазвичай здогадуються про свою орієнтацію задовго до інтимної близькості з особами своєї статі.
Камінг-аут може випереджати період невизначеності, коли людина вважає, що її сексуальна орієнтація, поведінка або відчуття приналежності до іншої статі є певною перехідною «фазою», або не визнає ці почуття з релігійних або моральних міркувань.
Сексолог Михайло Бейлькін, розмірковуючи про доцільність здійснення камінг-ауту після усвідомлення людиною власної орієнтації, стверджує:

| «Що стосується «саморозкриття» (або «виявлення») як відмови від змушеного маскування, то необхідність такого кроку не завжди очевидна. Підштовхувати до нього геїв неприпустимо; інколи це може завдати лиха. Навряд є доречним, скажімо, публічне визнання своєї гомосексуальності в умовах в'язниці»[13]. |

### Психологічні і соціальні проблеми камінг-ауту
Камінг-аут — складний процес, який може мати як і позитивні, так і негативні соціальні і психологічні наслідки для індивіда, що його здійснює. Тому люди, що пройшли камінг-аут методом спроб і помилок, визначили, яка поведінка є менш травматичною для людини та її близьких, спробували узагальнити цей досвід у формі рекомендацій. В матеріалах, що поширюються американською організацією під назвою «Батьки і друзі геїв та лесбійок» (PFLAG), не рекомендується, зокрема, здійснювати камінг-аут під час свят та інших стресових ситуацій, наприклад, під час сварки.
Зазвичай камінг-аут — це не одномоментний, а поступовий процес, що постійно розвивається. У більшості випадків сексологи рекомендують «розкриватися» спочатку близькому другу, що заслуговує на повну довіру, або члену сім'ї, а потім зробити перерву і почекати із подальшим зізнанням. Про орієнтацію деяких людей знають на роботі, але не підозрюють у сім'ї, або навпаки. Тим не менше, фактично камінг-аут не вичерпується одноразовим зізнанням одній людині або групі людей.
Деякі дослідники виявили, що ступінь відкритості людини про свою орієнтацію в різних життєвих ситуаціях пов'язаний із відсутністю у неї стресів і неврозів.

### Ставлення батьків до камінг-ауту
Різні психологічні рекомендації для батьків про те, як адекватно ставитись до камінг-ауту дитини, подано на низці вебсайтів, а також в інших публікаціях.
Зізнання в гомосексуальності, бісексуальності або трансгендерності перед своєю сім'єю може бути важким кроком в процесі камінг-ауту. Доволі часто батьки нічого не підозрюють про гомосексуальну орієнтацію свого сина чи дочки. Багато непідготовлених батьків переживають нервовий шок і потрясіння, коли дізнаю́ться про справжні сексуальні уподобання своїх дітей.
Часто батькам необхідний час для того, щоб сприйняти сексуальну орієнтацію своєї дитини. Протягом цього часу деякі батьки відмовляються від спілкування зі своїми дітьми, ігнорують тему сексуальності, сподіваючись, що проблема зникне сама собою, а їх дитина стане такою як усі, або намагаються переконати її, що це лише тимчасова «блаж». Іноді батьки сприймають гомосексуальність як хворобу і намагаються «вилікувати» дітей, наприклад, за допомогою репаративної терапії, яка може погіршити психічний стан підлітків. В деяких випадках батьки відмовляються від своїх дітей і виганяють їх з дому. Всі подібні виховні заходи стосовно гомосексуальної орієнтації сучасною офіційною психологічною і психотерапевтичною наукою розглядаються як деструктивні і такі, що можуть спричинити шкоду для психіки дитини та ускладнити її стан.
Якщо сім'я сповідує ортодоксальну християнську, мусульманську чи юдейську віру або ретельно дотримується релігійних канонів, то дитина може відчувати додатковий психічний дискомфорт внаслідок конфлікту між її гомосексуальністю і системою релігійних заборон. Переважна більшість організацій та груп, таких як, «Exodus International», NARTH, «Parents and Friends of Ex-gays» (PFOX), «Focus on the family» та «International Healing Foundation», що виступають за можливість, бажаність та необхідність «подолання гомосексуальності» за допомогою репаративної терапії, налаштовані ортодоксально і розглядають гомосексуальні переживання та поведінку як «неприродні та гріховні».

### Допомога при камінг-ауті
За статистикою, середній вік камінг-ауту в США — 13 років. В Україні подібна статистика не ведеться. Більшість підлітків із гомосексуальною орієнтацією бояться відкритися перед оточуючими або попросити в них допомоги, особливо після того, коли вони помічають, що їх сексуальні уподобання не схвалюються більшістю людей. Через це підлітки не бажають розповідати про свою гомосексуальність навіть власним батькам. За статистикою, серед гомосексуальних підлітків набагато більше випадків самогубства, ніж серед гетеросексуальних. Наданням допомоги в цій критичній ситуації займаються спеціальні служби, крім того, існують вебсайти, присвячені цим проблемам.

## Камінг-аут і парафілія
Деякі дослідники стверджують, що під терміном камінг-аут можна також розуміти публічне зізнання людини про наявність у неї парафілії. Не зважаючи на те, що, наприклад, зоофілія, згідно із загальноприйнятими класифікаціями, належить до парафілій, деякі сексологи, (наприклад Хані Мілетскі), наполягають на тому, що існує окрема зоосексуальна орієнтація і що зоосексуали також можуть здійснювати камінг-аут, переживаючи ті самі труднощі, що і представники ЛГБТ-спільноти. Як приклад такого «зоосексуального камінг-ауту» можна навести скандальний судовий розгляд 1999 року за участю Філіпа Бабла, який є, за його власними словами, «першим, хто вийшов із комірки зоофілії, і постраждав через розкриття своєї сексуальної орієнтації». Після того як Філіп зізнався своєму батькові, Френку Баблу, у своїй зоосексуальній орієнтації, той кілька разів ударив сина металевим прутом і зламав йому руку.

## Національний день камінг-ауту
На думку американської ЛГБТ-організації «Кампанія за права людини», послідовно і організовано реалізувати концепцію камінг-ауту в масштабах всього суспільства покликаний так званий «Національний день камінг-ауту». Він проходить щорічно 11 жовтня. Спочатку цей захід відбувався лише в США, а згодом здобув поширення у всьому світі. На думку організаторів, це дозволяє зменшити можливі негативні наслідки камінг-ауту як для психіки родичів, близьких та друзів людини, так і для неї самої.

### Історія
Історія американського «Національного дня камінг-ауту» розпочалася 11 жовтня 1989 року, коли 500 тисяч демонстрантів пройшли вулицями Вашингтону, вимагаючи рівності прав геїв та лесбійок. Рішення про проведення щорічного дня камінг-ауту було ухвалено 1988 року за участю доктора Роберта Ейхберґа та Джин О'Лірі, американської активістки в боротьбі за права геїв і лесбійок, політика, колишньої черниці. Засновники заходу ставили на меті знайомство більшості населення з ЛГБТ-спільнотою і її рухом за рівні права.

### Символіка і атрибутика

Емблема Національного дня камінг-ауту

Емблему американського дня камінг-ауту створив у 1980-х роках американський художник Кіт Харінг, який працював у жанрах міської вуличної графіки, графіті і поп-арта. У багатьох його роботах обігрувались теми одностатевих стосунків.
Організатори заходу рекомендують учасникам цього дня одягати певні знаки і символи: перевернутий рожевий трикутник, грецьку літеру лямбда, а також 6-кольорову веселку у вигляді ювелірних прикрас, прапорів або на одязі, щоб своїм прикладам наочно продемонструвати наявність геїв, лесбійок, бісексуалів та трансгендерів у всіх верствах суспільства, серед усіх вікових та етнічних груп.
Відомий хіт «I'm Coming Out» («Я виходжу») 1980 року у виконанні американської поп-зірки Даяни Росс може вважатися неофіційним гімном дня камінг-ауту зокрема і всієї гей-спільноти у цілому. Пісню було написано і спродюсовано композитором Найлом Роджерсом у співробітництві з іншими музиканами, під враженням від вечірки в Нью-Йоркському клубі, де він помітив декілька дреґ-королев, що імітували Даяну. Після того, як пісня вийшла навесні 1980 року і надійно посіла верхні місця хіт-парадів (найвища позиція — 5-а у чарті музичного журналу Billboard), Даяна Росс стала гей-іконою ЛГБТ-спільноти нарівні із такими артистами як Мадонна, Глорія Гейнор, Шер, Кайлі Міноуг, Барбара Стрейзанд, Джуді Гарланд, Марлен Дітріх та Ширлі Бессі.

### Підтримка
Патронаж «Національного дня камін-ауту» здійснює одна із найбільших ЛГБТ-організацій під назвою «Кампанія за права людини». Вона випускає спеціальні матеріали з рекомендаціями як правильно взятися до питання розкриття власної сексуальної орієнтації близьким, родичам та друзям. Також ця організація росповсюджує дані про те, які компанії і корпорації найбільш терпляче ставляться до ЛГБТ-співробітників (так званий «Індекс корпоративної рівності»).

## Камінг-аут знаменитостей за кордоном
Камінг-аут найпомітніший серед відомих людей, чиє життя постійно перебуває у полі зору засобів масової інформації. Здебільшого це представники творчих професій: артисти балету, поп-співаки, дизайнери, актори, режисери та інші. Тим не менше, камінг-аут здійснюють також і деякі екстремісти, наприклад, померлий від СНІДу британський неонацист Ніккі Крейн незадовго до своєї смерті зізнався в своїй гомосексуальності.
Існує точка зору, що представники поп-культури, які навіть не є геями, лесбійками або бісексуалами, вдаються до фальшивого камінг-ауту у вигляді «сенсаційних зізнань» чи публічних дій як засобу підвищення інтересу публіки до своєї персони (наприклад, так вчинив російський гурт t.A.T.u., використовуючи лесбійський імідж на початку кар'єри, а також співачка Мадонна, яка поцілувала в губи Крістіну Агілеру і Брітні Спірс під час виконання пісні «Like a Virgin» на церемонії вручення нагород MTV Video Music Awards у 2003 році).
Випадок із британським поп-співаком Джорджом Майклом ілюструє протилежну реакцію громадськості: його публічне зізнання 1998 року у власній орієнтації відштовхнуло від його творчості шанувальників, внаслідок чого популярність співака в США різко впала, що стало однією з причин його тривалої депресії і творчої кризи.

### Артисти балету
- Одним із найперших чоловіків в СРСР, хто визнав свою гомосексуальну орієнтацію, став танцівник Рудольф Нурієв. Через переслідування КДБ, який підозрював артиста в гомосексуальності, в червні 1961 року, Нурієв був змушений залишитися за кордоном. У своїй автобіографії він писав: «Я вирішив тому, що у мене не було іншого вибору»[44]. Історія багаторічних стосунків Нурієва з данським танцівником Еріком Бруном була темою, що неодноразово згадувалась у літературі[45].

### Музиканти, співаки

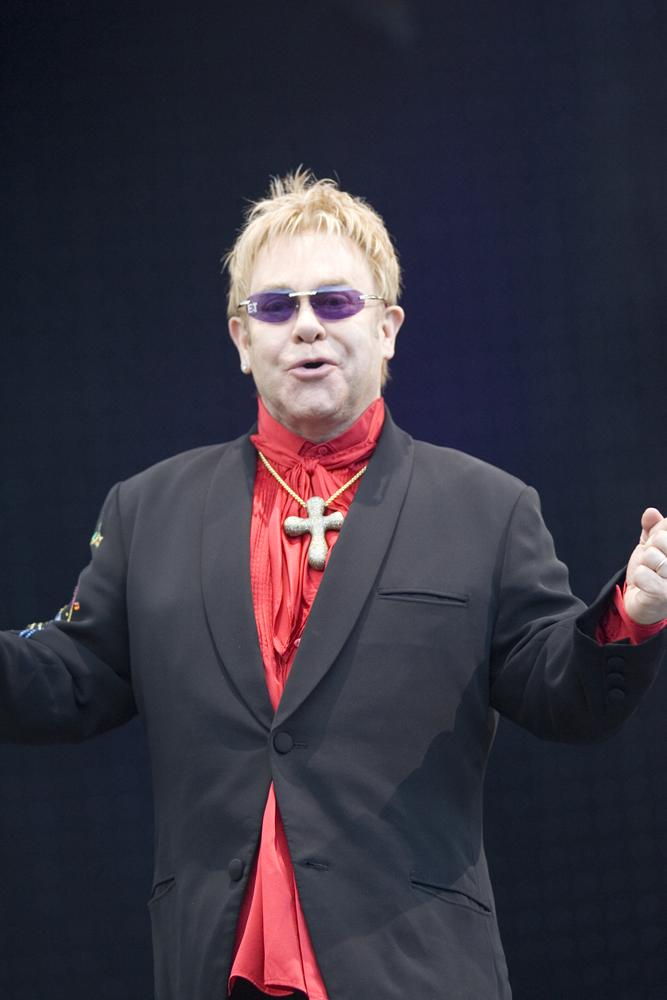
Елтон Джон

- Британський співак Елтон Джон визнав свою бісексуальність в інтерв'ю журналу Rolling Stone 1976 року. Це оголошення, що не мало прецедентів в історії популярної музики, викликало спад продажу його дисків серед гетеросексуальної більшості шанувальників і негативно вплинуло на його популярність[46]. Хоча 1983 році він для прикриття одружився зі своєю звукоасистенткою, саме Елтон Джон став взірцем відкритості щодо сексуальної орієнтації для інших музикантів. 21 грудня 2005 року відбулася реєстрація цивільного партнерства Елтона Джона і його друга Джона Ферніша.
- Американська рок-співачка Мелісса Етерідж, втомившись від спекуляції журналістів щодо її сексуальної орієнтації, випустила у 1993 році альбом під назвою Yes I Am. За декілька місяців до того вона виступила із зізнанням стосовно своєї орієнтації прямо на інавгурації президента Білла Клінтона[47].
- Ніл Теннант, учасник поп-дуету Pet Shop Boys, у своєму інтерв'ю британському гей-журналу Attitude 1994 року, розповідаючи про внесок групи до гей-культури, сказав: «Я маю на увазі, що я гей, і я писав пісні з цього погляду»[48].
- Роберт Гелфорд, вокаліст хеві-метал гурту Judas Priest, 1998 року в інтерв'ю каналу MTV публічно зізнався в своїй орієнтації, про яку учасники гурту вже знали. Для шанувальників це не стало новиною через чутки, що ходили до цього.
- В Росії одним із перших геїв, що відкрито заявив про свої сексуальні уподобання російським ЗМІ, став Борис Моїсеєв[49].
- Австралійський поп-співак Даррен Хейз, у минулому один із учасників поп-дуету Savage Garden, 19 червня 2006 року оформив у Лондоні цивільне партнерство зі своїм другом Річардом Калленом, з яким зустрічався до того протягом двох років. 18 липня співак публічно заявив про це на своєму офіційному вебсайті, підкресливши, що він рідко коментує своє приватне життя і що надалі буде робити так само[50].
- Бельгійський співак Боб Бенні здійснив камінг-аут у віці 75 років[51].
- Латиноамериканський співак Рікі Мартін 29 березня 2010 року на своєму сайті офіційно визнав свою гомосексуальність.[52] Раніше співак неодноразово спростовував чутки про те що він гей.
- Італійський співак Тіціано Ферро здійснив камінг-аут 5 жовтня 2010 року, розповівши про свою сексуальність в інтерв'ю італійському «Vanity Fair». [53][54]

### Актори

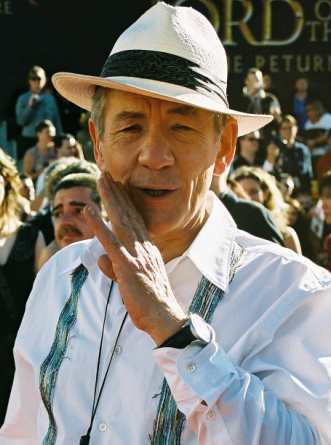
Ієн Маккеллен

- Британський актор Ієн Маккеллен, який став широко відомим після виконання ролі Гендальфа у трилогії «Володар перснів», відкрито визнав свою гомосексуальність 1988 року під час дебатів на «Radio Four» з приводу британського законопроєкту про заборону пропаганди гомосексуальності[55]. Ієн Маккеллен бере активну участь у русі за рівноправність геїв, а також є одним із засновників британської правозахисної організації «Stonewall (UK)»[56], названої на честь Стоунвольських бунтів.
- Британський актор Руперт Еверетт, відомий за фільмами «Весілля найкращого друга», «Інспектор Гаджет», «Тихий Дон» і «Найкращий друг», 1989 року в інтерв'ю французькій пресі сказав, що він гей[57]
- Британський актор-комік Стівен Фрай, відомий за роллю Дживса в комедійному серіалі «Дживз і Вустер», тривалий час мовчав з приводу своєї гомосексуальності, але врешті-решт зізнався в цьому в автобіографії «Моав — умивальна чаша моя», виданій 1997 року: «Університетський друг мій на питання про те, як він усвідомив себе геєм, відповів, що виразно пам'ятає мить свого народження, — він тоді огледівся назад і сказав собі: „Ну-ну! Більше я в такі місця ні ногою…“. Відтоді я без сумніву застосовую цю фразочку як мій власний опис моменту, в який я зрозумів»[58]
- Американський актор Нейл Патрік Гарріс зізнався в своїй гомосексуальності в інтерв'ю популярному журналу People від 3 листопада 2006 року[59]. Актор відомий за ролями в таких фільмах, як «Зоряний десант», «Найкращий друг» і «Гарольд і Кумар йдуть у відрив».
- Американський актор Робін Лорд Тейлор є відкритим геєм. В 2012 році він одружився з Діком ДіБелла.

### Дизайнери
- Американський дизайнер-модельєр Том Форд, який співпрацював з будинками мод «Gucci» і «Yves Saint Laurent», 1997 року в інтерв'ю журналу The Advocate, коментуючи свої багаторічні стосунки з головним редактором журналу «Vogue для чоловіків» Річардом Баклі, заявив: «Наразі я, безперечно, гей» (англ. «I'm certainly gay at this particular moment in my life»)[60].
- Характер особистих стосунків у творчому альянсі італійських дизайнерів-модельєрів модного одягу Доменіко Дольче і Стефано Габбана, заснованому 1985 року, було відкрито ними публічно лише 2000 року, через 15 років початку їх спільного життя і кар'єри[61].
- Британський дизайнер-модельєр Александр Маккуїн 2001 року влаштував свято на острові Ібіца з приводу укладення свого партнерства з режисером-документалістом Джорджем Форсінтом[62]. Згодом, з нагоди відкриття свого бутіка в Москві у вересні 2007 року, Маккуїн в інтерв'ю газеті «Відомості» заявив: «Як гей, я і сам зазнавав суспільного гоніння, тому в житті завжди знаходив привабливішими драму і меланхолію, в них більше романтики»[63].

### Політики

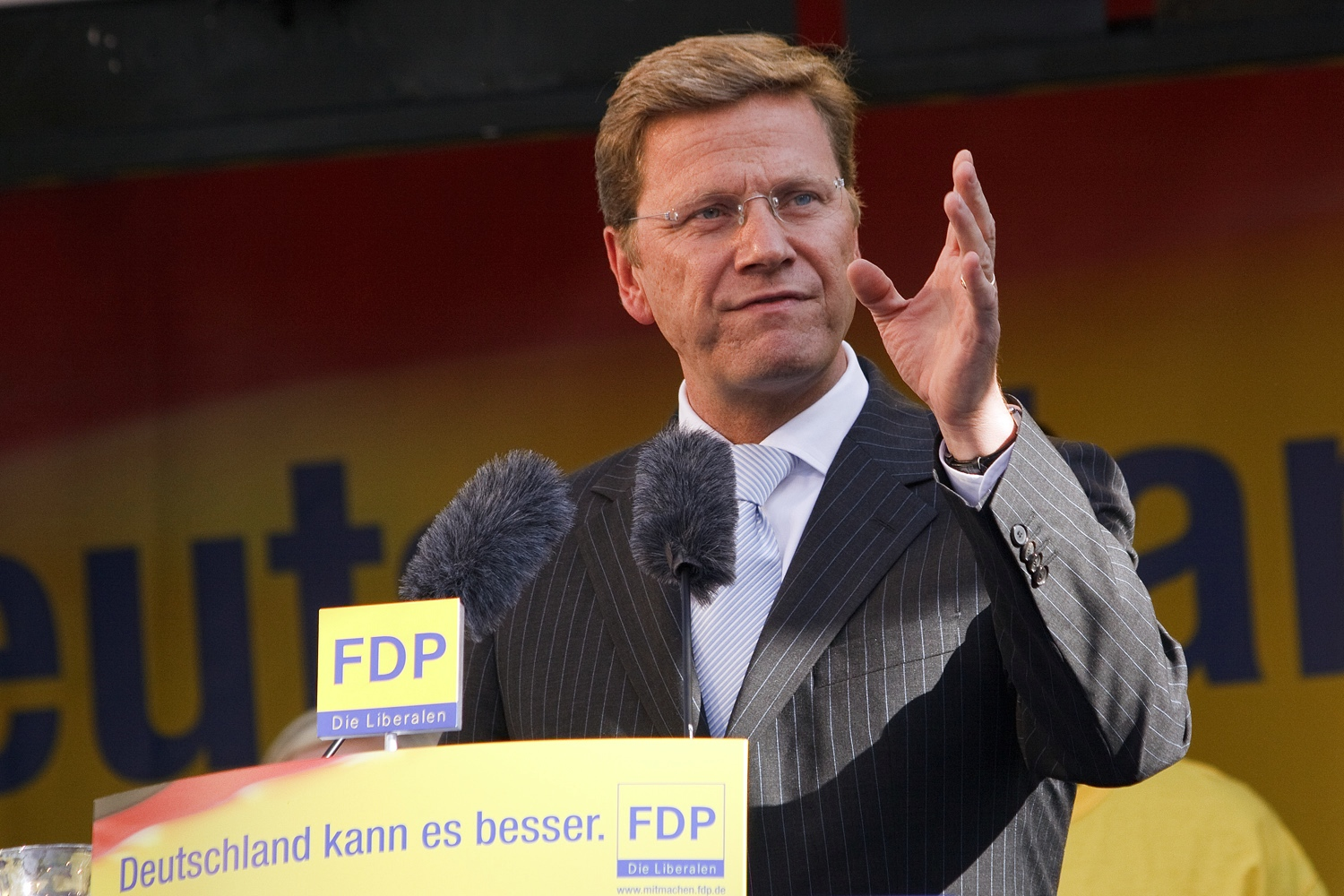
Ґідо Вестервелле

- Марк Фолі — американський конгресмен, колишній голова комітету з протидії сексуальним домаганням до малолітніх через інтернет, обвинувачений в розсиланні повідомлень сексуального характеру неповнолітнім, 2006 року зізнався в тому, що він гей і страждає на алкоголізм[64][65].
- Одним із відомих політиків, що відкрито зізнався в своїй гомосексуальності, є нинішній мер Берліна, Клаус Воверайт, що публічно заявив 2001 року: «Я — гей, і добре, що це так» (нім. «Ich bin schwul, und das ist auch gut so»)[66]. Він здійснив камінг-аут під час своєї передвиборчої кампанії, коли отримав інформацію про те, що жовта преса може почати поширювати чутки про його сексуальну орієнтацію.
- Мер Парижу Бертран Деланое у 2001—2014 роках в одному телеінтерв'ю публічно зізнався в своїй гомосексуальності 1998 року[67].
- Не менш відомим американським політиком, що публічно здійснив камінг-аут 2004 року, став колишній губернатор Нью-Джерсі Джим Макґріві[68].
- Першим угорським політиком вищого рангу, що оголосив про свою орієнтацію, став держсекретар Габор Сетеї[en], член Угорської Соціалістичної партії. 6 липня 2007 року під час промови на відкритті кінофестивалю геїв і лесбійок у Будапешті він заявив: «Я — європеєць і угорець. Я вірю в Бога, в любов, свободу і рівність. Я — держсекретар республіки Угорщина. Економіст і директор з персоналу. Партнер, друг, інколи — конкурент. А також гей»[69].
- Ґідо Вестервелле, міністр закордонних справ Федеративної Республіки Німеччнини у 2009—2013 роках і віце-канцлер 2009–2011, голова третьої за популярністю партії ВДП. Живе із бізнесменом Міхаелем Мронцем. Не робив заяв щодо своєї орієнтації, просто почав з'являтися на публіці разом зі своїм партнером. Перший публічний вихід здійснив 2004 року на 50-річчі своєї приятельки Ангели Меркель[70].
- Йоганна Сіґурдардоттір Прем'єр-міністр Ісландії з 2009  до травня 2013 року. Перебуває в офіційному шлюбі з Йоніною Леосдоттір.

### Журналісти і телеведучі

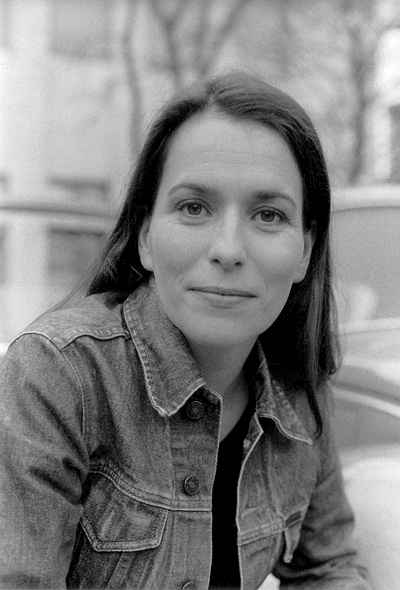
Анне Вілль

- 14 квітня 1997 року журнал Time вийшов із фотографією відомої американської телеведучої, коміка в жанрі «стендап комеді» і актриси Еллен Дедженерес на обкладинці і заголовком: «Ага, я лесбійка» (англ. «Yep, I’m Gay»). У статті телеведуча пояснювала причини свого камінг-ауту: «Я ніколи не хотіла бути представником гей-товариства. Ніколи. Я зробила це для того, щоб бути чесною із самою собою»[71].
- 1997 року російський журналіст и телеведучий Андрій Черкізов у програмі Володимира Познера «Людина в масці» зізнався в своїй гомосексуальності. Декілька днів потому газета «Московський комсомолець» опублікувала інтерв'ю, в якому Черкізов заявив: «Я не роблю із цього професії, але я і не приховую. Якщо мене питають в лоб, я кажу. Так, я не абстинент, так, я гей, так, я московська шпана за світоглядом, так, я абсолютно не світська людина»[72].
- У березні 2002 року американська телеведуча, комік в жанрі «стендап комеді» і актриса Розі О'Доннелл зізналася, що вона лесбійка, під час інтерв'ю в програмі з Даяною Соєр на телеканалі ABC. Пояснюючи причини свого пізнього (у віці 40 років) камінг-ауту, Розі сказала: «Я не хотіла, щоб цей прикметник назавжди пристав до мого імені. Ну, ви розумієте, лесбійська Розі О'Доннелл. […] Я вирішила зачекати, доки не буду в тривалих стосунках. Наразі вже чотири роки»[73]. Розі О'Доннелл відома завдяки акторському дуету з Мадонною в фільмі «Їх власна ліга» (1992) і участі в картині «Несплячі в Сієтлі» (1993).
- Популярна німецька журналістка і телеведуча Анне Вілль у листопаді 2007 року під час однієї з фотосесій підтвердила, що у неї тривалий час є партнерка Міріам Мекель, директор інституту ЗМІ в університеті Сен-Галлен (Швейцарія), і що вони «хотіли б залишити їхні стосунки приватними». Протягом п'яти років до того (починаючи з 2002) Вілль з'являлась на публіці в супроводі Мекель, але ніколи не коментувала свої стосунки. Опитування жителів Німеччини, зроблене журналом Stern, показало, що 16 % опитаних поставились позитивно до камінг-ауту Вілль, 7 % — негативно, а більшість залишились байдужими до цієї події[74].
- Російський журналіст і головний редактор телеканалу Муз-ТВ Олексій Остудін у січневому номері журналу «Квір» від 2007 року розповів про свій камінг-аут: «У мене навіть бабуся з дідусем все знають. Мій камінг-аут відбувся ще в університеті. Спершу мама знайшла якісь картинки у мене на столі. Але тоді я зумів відмазатися. А потім прочитала факс від подруги, в якому я говорю про якогось хлопця. Довелось все розповісти. Але відтоді проблем не було»[75].

### Письменники
- Російський письменник Алмат Малатов в інтерв'ю журналу «Квір» в жовтні 2006 року сказав: «Я не бачу сенсу в тому, щоб робити зі своєї сексуальності, якою б вона не була, культ чи тавро. Справа у тому, що женуться лише за тим, хто втікає. Людину, що не приховує свою сексуальну орієнтацію, врешті-решт починають сприймати як належне. […] Два роки тому я познайомився з хлопцем, і наразі маю стосунки, які назвав би подружніми. Якщо рано чи пізно узаконять гей-шлюби, то я, мабуть, такий шлюб візьму — я впевнений в цій людині так само, як вона впевнена в мені»[76].

### Спортсмени
- Чеська тенісистка Мартіна Навратілова публічно зізналась у своїй орієнтації невдовзі після отримання громадянства США 1981 року.
- Англійський баскетболіст Джон Амаечі в лютому 2007 року став першим спортсменом в НБА, що оголосив про свою орієнтацію[77]. Пізніше він написав автобіографічну книгу «Man in the Middle», присвячену труднощам його спортивної кар'єри, які йому довелося пережити, коли він був прихованим геєм[78].
- Олімпійський чемпіон Пекіну зі стрибків у воду із Австралії Метью Мітчем публічно розповів про свою гомосексуальність в інтерв'ю газеті Sydney Morning Herald у травні 2008 року[79][80].
- 18 серпня 2022 — фридайвер світового класу, чинний шестиразовий рекордсмен України Андрій Хветкевич оголосив про заручини з партнером[81][82].

До 2013 року масовим явищем був камінг-аут у Росії. Після прийняття гомофобних законів стало важче.
25 січня 2013 року камінг-аут здійснив Антон Красовський, також 2013 — Олег Дусаєв, 2021 року — футболістка Надія Карпова, 2022 року — Михайло Зигар, Євгеній Калінкін, Дарія Касаткіна, Анна-Марія Єфремова, комік Павло Залуцький, Ольга Серябкіна, Надія Толоконнікова, Рома Желудь (Ігнат Керімов), Андрій Ноілс, Олександр Чумаков (Катерина Майєрс), Настя Іванова, Лєна Третьякова.
2021 року творець онлайн-енциклопедії Lurkmore Хомак Дмитро Євенович зробив камінг-аут у Фейсбуці як гендерквір, або небінарна персона-людина, яка не вважає себе чоловіком або жінкою. Такий же камінг-аут здійснив Олександр Долгополов.

## Соціальне значення і вплив
Підсумком реалізації концепції камінг-ауту в межах громадських програм (зокрема, майже 20-річного щорічного проведення дня камінг-ауту та низки інших заходів зі зниження рівня гомофобії в США) став той факт, що під час Інтернет-опитування майже 3 тисяч американців з'язувалося, що 70 % гетеросексуалів у віці старше 18 років особисто знають кого-небудь, хто є геєм, лесбійкою, бісексуалом або трансгендером (для порівняння, у Росії ця цифра за даними статистики «Фонду Громадської думки» становить 10 %). Більше того, 83 % із тих людей, які вважають себе членами ЛГБТ-спільноти США, повідомили, що не приховують свою орієнтацію.
Інші багаторічні дослідження, засновані на 120 опитуваннях громадської думки, здійснені професором політології Кеннетом Шерріллом із Центру сексуальності і громадської політики в коледжі Хантер у співавторстві з Патріком Іганом із Центру демократичної політики в університеті Принстону, показало, що наявність в сім'ї родича, який є відкритим геєм або лесбійкою, підвищило громадську підтримку реєстрації гей-партнерств на 17 % і поліпшило ставлення спільноти до всиновлення дітей гей-парами на 13 %.

## Камінг-аут знаменитостей в Україні
1997 року першим у нашій державі український журналіст та телеведучий Костянтин Гнатенко у рамках представлення шоу-програми «Я не монстр» зізнався у своїй гомосексуальності. Щоправда, у 2008 Костя став заявляти про свою бісексуальність, зазначивши таке: «Я состою не только из голубого цвета, я разный».
Другим серед вітчизняних геїв-знаменитостей, що відкрито заявив про свою орієнтацію, став телеведучий Анатолій Єрема.
Серед менш відомих людей, що вдалися до камінг-ауту — журналісти друкованих видань, дизайнери, травесті-артисти. 24-25 травня 1995 громадський активіст Володимир Зварич (на той час голова ГО «Громадський комітет захисту прав людини») та лесбійка Ірина Школебей намагалися провести у Києві конференцію секс-меншин, яку було зірвано. У заснованому в 1998 році першому українському гей-журналі «Один з нас» до камінг-ауту вдалися автори та редактори видання, зокрема, громадський активіст Станіслав Науменко, директор видання — бізнесмен Олександр Фесенко (голова заснованої 11 листопада 1999 ГО «Твоє життя»), голова заснованого у 2002 громадського товариства «Гей-альянс» публіцист Антон Шевченко, поет та журналіст Віталій Юхименко, директор магазину «Індиго» в Києві Чеслав Камінський. У 2002 Науменко балотувався до Верховної Ради у списку виборчого блоку «Райдуга», який, зокрема, підтримував ЛГБТ у боротьбі за свої громадянські права, проте був знятий з передвиборної боротьби незадовго до проведення виборів[джерело?].
З появою гей-клубів у великих містах випадки камінг-ауту серед рядових громадян почастішали. Великою популярністю користуються травесті-артисти, що не приховують свою гомосексуальну орієнтацію: Фріда Бакс (Ростислав Брох з м. Теплик, резидент клубу «Совок», з 2006 р. — клубу «Помада»), Діва Монро (Андрій Шимко з м. Феодосія, клуб «Клітка», 1998—1999 рр., клуб «Андрогін», тепер клуб «Арена»), Дана Національ (Богдан Корнієнко), Андрелла (Андрій Корнієвський), Урсула (Артем Семенов), Айседора Вулкан (Сергій Бакликов, киянин, у 2005—2007 рр. артдиректор клубу «Андрогін», згодом перейшов на посаду артменеджера в клуб «Помада»), Жанна Симеїз (Юрій Чудовський), Норма Посполита (журналіст Едуард Тарлецький, до 2011 виступав під псевдонімом «Мадам Жу-Жу»), Єва Желанная (дизайнер Сергій Мангасарян з с. Ковшаровка Харківської області, клуб «Арена»), Артеміда Стар (Артем Романовський), Майдана Вогняна (Костянтин Харламов з Донецька), Аврора Заря (Артем Темпалов), Маліка (Антон Агафонов), Діна Лав (Дмитро Черников), Діта Каприз (Михайло Павлюк), Тьотя Шер (Микита Черняєв), Шанті (Юрій Коваленко), Селена (Олексій Громов), Марлен Шкандаль (Олександр Данілін з Харкова), Діва Кристал (Сергій Мельник з Харкова), Лола Феррарі (Олександр Демидов з м. Березань), Тьотя Ірен (Ігор Кириленко, артдиректор гей-клубу «М-Клуб» та гей-клубу «Кібер»), Прісцілла Готьє (Вячеслав Величаєв), Роксі Карамель (Роман Шевченко, у 2000—2005 рр. — резидент гей-клубу «Совок», з 2005 р. — клубу «Андрогін»), Номі Мелоун або Номі Чечетов (Володимир Горецький, резидент клубу «Клітка», з 2003 р. — артдиректор клубу «Андрогін»), Гуппі Стар, Крістіна Гранд, Моніка Данс, Соня Мармеладова, Лара Кошерна, Маряша Персик, Дебора Найт, Ліза Кокс, Рафаелка Солодка, Габріела Версаль, Нана Річі, та ряд інших.[джерело?]
У 2003 р. у Києві було утворено інформаційний і правозахисний Центр для геїв та лесбійок «Наш світ» (переведений сюди з Луганська), який очолив журналіст Андрій Маймулахін, який ще у 1997 р., мешкаючи на той час у Луганську, зважився на камінг-аут.[джерело?]
2004 року до камінг-ауту вдалися виконавчий директор ВМГО «Молодіжний правозахисний центр», журналіст газети «Аргументи і факти в Україні» Олександр Горбаченко, а також засновник та голова започаткованої у 2000 р. ВМГО «Ліга депутатських помічників», виконавчий директор «Центру творчої молоді» Святослав Шеремет. Ці два молодіжних лідера разом з директором артагентства «Замана» Ігорем Бондаренком виступили 22 вересня 2004 року засновниками ВМГО «Гей-Форум України» (керівником організації обраний Святослав Шеремет).
У 2007 р. про свою гомосексуальність на шпальтах газети «Бульвар Гордона» в розмові з Костянтином Гнатенком заявив письменник та перекладач Іван Рябчій, який друкувався під псевдонімом Іван Тюссо..
29 травня 2008 р. у Києві була зареєстрована ГО «Інсайт», яку очолила Ганна Довгопол, а виконавчим директором стала відкрита лесбійка Олена Шевченко, колишня викладачка НПУ ім. Драгоманова.[джерело?]
У 2009 р. у м. Київ на постійне проживання переїхав з Мінська білоруський журналіст та правозахисник, колишній голова руху білоруських молодих уніатів на початку 1990-х рр., відкритий гей Едуард Тарлецький, який також відомий як травесті-артист (псевдоніми: «Мадам Жу-Жу» та «Норма Посполита»).[джерело?]
У 2011 р. на камінг-аут зважився киянин, учасник гурту Kazaky Франческо Боргато; при цьому й інших учасників гурту підозрюють у гомосексуальності.[джерело?]
З 2012 р. на захист камінауту як прояву особистості виступав громадський діяч, один із координаторів афілійованого з УГКЦ БФ «Карітас України» Ростислав Дзундза, який разом зі Святославом Шереметом брав участь у студіях з протидії гомофобії. У 2016 р. Ростислав Дзундза публічно зазначив: «Що стосується церкви: я спостерігаю, що з боку ЛГБТ часто є неприйняття церкви — хоча це не два різних табори. Серед ЛГБТ досить багато віруючих, які через обставини нечасто навідуються до церкви. А серед духовенства — багато представників ЛГБТ, які цього не показують (…) З малих років я відчув цінність віри, розумів, що ми її ховаємо, що не маніфестуючи. Схоже зараз і з ЛГБТ: людина, яка відчуває свою схильність до гомосексуальності, відчуває це, як щось сакральне, таємне, ховає це. Чи гріх це — бути гомосексуальним? Гріх — це свідоме і добровільне порушення Божої заповіді. Ми не можемо говорити про гріхи чужих людей. Якщо я свідомо розумію, що це грішно, і роблю це — значить, це гріх. А якщо людина має природну схильність до гомосексуальності, він в цьому народився? — то хіба може це бути гріхом?»
Під час парламентських слухань у Верховній Раді з питань євроінтеграції та антидискримінаційного законодавства, зокрема, 7 листопада 2013 року вперше виступив відкритий гей Богдан Глоба, виконавчий директор Всеукраїнської благодійної організації «Точка опори».
18 травня 2015 року було презентовано програму камінг-аутів «Гей-альянсом». Виступаючи на цьому заході, Костя Гнатенко зазначив: "Я виборов собі це право. Бути вільною людиною. Як це сталося? Я працював на телеканалі «Інтер» і виходив з програмою «Бар „Чорний кіт“. Це був здається 1993 рік і ситуація так склалася, що мені треба було або сказати хто я є, або піти з каналу. Не витримавши шушукання за спиною, я сказав комусь одному і воно пішло далі. Це не був подвиг і я не робив якогось зусилля над собою. Зараз я більш перестрашений, ніж у 1993 році. Тоді все було нормально, доки було нормальне керівництво каналу. А потім прийшли нові люди і мене „пішли“. Але тоді в 90-х роках я не боявся. Тоді всі гралися в демократію, все було в диковинку… Сьогодні страшніше. Суспільство радикалізується на полярно правих і полярно лівих… Я створив собі свій світ і живу в гармонії. Довкола мене ті люди, які мене сприймають. Тож мені не треба прикидатись. Здебільшого я зосереджений не на своїй орієнтації, а на творчості. Разом з тим, відкриватись людям зараз набагато складніше. Ми не знаємо жодного політика… Звичайно, ми їх знаємо, але вони живуть подвійним життям. Зрозуміло, що якщо якийсь політик або міністр відкриється, він одразу втратить свою посаду і потрапить на маргінес. От хто після мене чи Анатолія Яреми з публічних людей сказав про свою орієнтацію? Ніхто. Мені вже шостий десяток і я чекаю, хто ж буде наступний. А люди бояться, і я їх розумію. (…) Так склалося, що наше суспільство потребує авторитетів. От я чекаю, хто з лідерів про це почне говорити вголос. Чому б президенту, прем'єр-міністру чи міністру освіти у своїх виступах, перераховуючи різні групи населення, побіжно не згадати і про представників ЛГБТ-спільноти? Тільки так ми можемо рухатися до ліберальної спільноти»..
У Нью-Йорку 1 липня 2015 року одружилися співголова Всеукраїнської спілки «Рада ЛГБТ-організацій», президент «Гей-альянсу Україна» Тарас Карасійчук і його обранець Микола Маслов, який також є членом цієї організації.
У 2016 р. до камінг-ауту вдався екс-голова Всеукраїнської благодійної організації «Точка опори» Зорян Кісь, координатор кампаній «Amnesty International» в Україні, представник міжнародної громадської організації «Дім Свободи — Україна», голова Товариства з обмеженою відповідальністю «Бізнес», фахівець відділу політики та адвокації Всеукраїнської мережі людей, які живуть з ВІЛ..

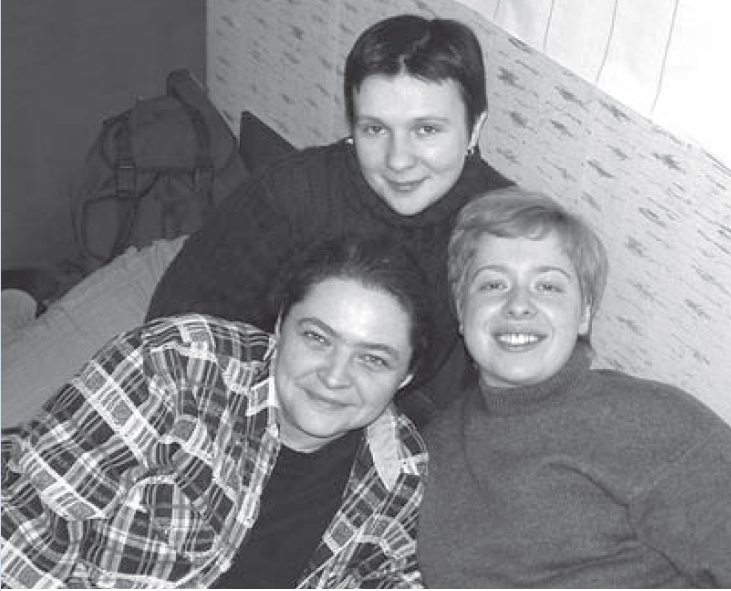
ІОЦ «Жіноча Мережа»: Лайма Гейдар, Ольга Шевцова, Наталія Нагорна

У 2002 році серед лесбійок першою до камінг-ауту вдалася відома активістка, журналістка та піар-менеджер, Лайма Гейдар. На той час українські масмедіа називали її «перша лезбійка країни». У 2000 р. разом з Ольгою Шевцовою, Наталією Нагорною та Ольгою Байкою Лайма Гейдар утворила Інформаційно-освітній центр «Жіноча Мережа», феміністсько-лебійську організацію, яка зробила вагомий внесок в розвиток ЛГБТ руху України.
Ще одною знаменитою лесбійкою, яка відкрито заявила про свої сексуальні уподобання, стала випускниця Національного медичного університету ім. Богомольця, лікар та журналіст Олена Семенова, незалежний експерт програми ООН з підтримки ЛГБТ-спільноти, за участю якої була створена Громадська організація «Гей-альянс Україна» (у ній вона стала координатором), Громадська організація «Інформаційно-освітній центр „Жіноча Мережа“» (голова Лайма Гейдар), та Громадська організація «Нова хвиля для кращого майбутнього» (остання — в Херсоні).
В українських емігрантських колах на камінг-аут зважилися два церковних діячі українського походження: митрополит Андрій Базільський-Бреннан з Канади, та митрополит Михайло Явчак-Чампіон з США, а також уже згадуваний вище Ростислав (Росс) Галелюк.
Торкаючись проблеми камінг-ауту, резидент столичних гей-клубів та травесті-артист Тьотя Шер (Микита Черняєв) зауважив: «Чимало нинішніх нардепів, як розповідають, постійно або час від часу користуються послугами хлопчиків, або мають постійних коханців, яких утримують. Те ж саме можна сказати і про кількох телеведучих з різних каналів, деяких футболістів та інших спортсменів. Обиватель навіть не припускає, що вони бісексуальної орієнтації. Але, повторю, це стосується тільки тих, хто намагається приховати свої сексуальні інтереси і на гей-публіці воліє не світитися. Інша категорія — це ті, які чудово почуваються серед геїв, користуються послугами хлопчиків, заводять романи, беруть участь у відвертих VIP-вечірках, тобто „засвічують“ свою персону. Але спробуйте заїкнутися про їх орієнтацію в пресі — піднімуть скандал. Тоді навіщо ж себе так зухвало поводити? Помічені серед геїв і багато зірок нашої естради, спортсмени і телеведучі спортивних програм центральних каналів, і провідні прогнозів погоди. Я не кажу вже про відомих бізнесменів, які замовляють додому травесті-шоу. Все це настільки відкрито, що часом дивуєшся: як їм вдається тримати в секреті свою орієнтацію, а головне — навіщо? Адже в їх колі всі про це знають».

## ЛГБТ-люди України
Лише особи, що відповідають Вікіпедія:Критерії значущості/Особи:
- Костянтин Гнатенко
- Анатолій Єрема
- Діва Монро
- Богдан Глоба
- Юрій Двіжон
- Mélovin
- Zi Faámelu
- Євген Лєсной
- Володимир Завадюк
- Діана Берг
- Олена Шевченко
- Анна Шаригіна
- Олег Машуковський[98]
- Андрій Хветкевич
- Віктор Пилипенко
- Ярина Чорногуз

## Камінг-аут у культурі
У деяких художніх творах обговорюється ситуація, коли гетеросексуальний персонаж здійснює «фальшивий камінг-аут», прираховуючи себе до ЛГБТ-спільноти заради слави, грошей або будь-яких інших преференцій. Надалі ситуація повторюється, і пізніше він здійснює ту ж саму «процедуру камінг-ауту», але тепер уже в самій ЛГБТ-спільноті, публічно заявляючи, що він гетеросексуал. Наприклад, подібній проблемі було присвячено фільм «Танго втрьох», а в комедії Франсіса Вебера «Хамелеон» герой Даніеля Отея здійснює фальшивий камінг-аут, щоб не втратити своє робоче місце (він працює бухгалтером на підприємстві з виготовлення презервативів, серед клієнтів якого багато гомосексуалів). В аніме «Strawberry Eggs» учениця публічно зізналась, що закохалась в свою вчительку, яку тоді ж публічно виявили як переодягненого хлопця.
Популярною темою фільмів є публічне зізнання персонажа, переодягненного як особа протилежної статі, заради досягнення деяких соціальних цілей, який або добровільно показує свою справжню зовнішність («Тутсі») або відмовляється зробити це на людях («Strawberry Eggs»).
- Тема камінг-ауту широко розгорнута у фільмі «Вхід і вихід» (1997).
- Тема камінг-ауту підлітків піднімається також у фільмі «Крампак».

## Критика
Концепція камінг-ауту часто критикуєтся людьми, що виступають за збереження традиційних норм і підвалин у суспільстві. Часто в основі критики лежать релігійні мотиви, тому що світові релігії (християнство, іслам, буддизм) негативно ставляться до гомосексуальності (за винятком деяких деномінацій всередині юдаїзму і христианства, наприклад реформістську гілку юдаїзму). Концепція камінг-ауту, а також її реалізація в межах різних суспільно-орієнтованих заходів може розцінюватися критиками, як пропаганда гомосексуальності і як частина певного плану або програми з послідовного залучення до своїх рядів молоді, яка ще не визначилась, а також з розхитування моральних підвалин суспільства. Одним з найвідоміших критиків є Джудіт Рейсман.
Колективісти вважають, що суспільне важливіше за індивідуальне, що, існуючи в суспільстві, людина повинна або підкорятися його нормам, або виганятися зі суспільства, як асоціальний елемент.

### Критика з позицій антигей-активістів
Джозеф Ніколосі, президент Національної асоціації з дослідження і терапії гомосексуальності, яка розцінює гомосексуальність як психічний розлад і проголошує можливість її «подолання» шляхом репаративної терапії, вважає, що заходи, подібні до «Національного дня камінг-ауту», можуть збити підлітків з пантелику і нав'язати їм гомосексуальну ідентичність. Він стверджує, що підлітки «будуть навішувати на себе ярлик геїв» і що «подібне розхвалювання гомосексуальної ідентичності несправедливе стосовно тих молодих людей, які ще не визначились зі своєю орієнтацією». В той ж час, згідно з теорією Ніколосі і офіційною позицією NARTH, визначальним віком для формування гомосексуальності людини є не підлітковий період, а вік між першим і третім роками життя.
Найбільша християнська організація «Exodus International», що входить до складу антигомосексуального руху, 1995 року як відповідь на «Національний день камінг-ауту» заснувала святкування свого власного «Національного дня виходу із гомосексуальності» (National Coming Out of Homosexuality Day) на честь «змінених життів колишніх гомосексуалів — декількох тисяч чоловіків і жінок». Президент цієї організації Алан Чамберс заявляє: «Як один із цієї тисячі людей, які зазнали змін, я знаю, що існує життя за межами гомосексуальності. Для багатьох із тих, хто відчуває в своєму гомосексуальному житті самотність і порожнечу, є вихід».
Джон Полк, колишній гей і організатор регулярних антигомосексуальних конференцій під назвою «Кохання перемогло» (Love Won Out), яку спонсує захисник традиційних сімейних цінностей — некомерційна християнська організація «Focus on the Family», заявляє: «Мільйонам людей, занепокоєних проблемами [гомосексуальності], кажуть, що камінг-аут — це вирішення їхніх проблем. Але для деяких — це лише початок, і ми хочемо, щоб вони знали — існує вихід зі спустошеності, самотності та розгубленості, які притаманні гомосексуальному життю».
Анти-гей активіст Майк Гейлі, «колишній гомосексуал» і ведучий конференцій «Кохання перемогло», стверджує: «Сотні тисяч людей, що борються зі своєю сексуальністю, зокрема і молодь, перебувають у групі ризику, яких підштовхують до камінг-ауту, як способу вирішення своїх проблем. Людям потрібна правдива інформація, щоб приймати здорові життєві рішення, а так звані заходи „гордості“ в цьому плані викликають лише співчуття. Істина полягає у тому, що для тих, хто бореться із небажаною гомосексуальністю, є вихід».
Терапевт Воррен Трокмортон, доцент психології в Коледжі Гроув-Сіті (штат Пенсильванія, США), відповідаючи на питання підлітків, які сумніваються в своїй орієнтації і сексуальній ідентичності, каже, що їм не варто поспішати з камінг-аутом і «навішуванням на себе ярликів»: «Ви можете самі не знати, як саме називати свої сексуальні почуття. Не слід поспіхом ухвалювати рішення про те, до якої категорії людей ти належиш. Це правильно як для підліткового, так і пізнішого періоду життя молодих людей. Деякі люди, вчителі або консультанти, що керуються добрими намірами, можуть заявляти, що молоді люди здійснюють камінг-аут та ідентифікують себе з геями і лесбійками вже в 12-13 років. Хоча існують деякі підлітки, які поспішають зробити такий крок, насправді це нерозумно. Сексуальні почуття развиваються протягом тривалого періоду часу […] Статеві гормони підлітків як ніколи активізуються, тому ваші сексуальні почуття можуть бути вкрай сильними, але не зосередженими на чомусь одному. Це нормально».

### Критика з позицій фемінізму
Концепція камінг-ауту також критикують деякі представники ЛГБТ-спільноти. Зокрема, феміністка Джудіт Батлер говорить про те, що метафора, що протиставляє стан людини «всередині» і «ззовні шафи», припускає, що життя «в шафі» або в тіні — це темне, маргінальне та уявне існування, тоді як життя «назовні», «в променях прожекторів» відкриває істинну сутність людини. Американський теоретик фемінізму Даяна Фасс пояснює: «проблема, звичайно ж, полягає в риториці „всередині-ззовні“: подібна полеміка випускає із поля зору той факт, що більшість з нас в один і той ж час знаходяться як „всередині“, так і „ззовні“». Фасс продовжує: «бути „всередині“, або „на виду“, як кажуть геї, насправді означає все із точностю навпаки; „бути назовні“ — означає припинити, нарешті, соромитися зовнішніх обставин, а також усіма винятками і недоліками, що викликані перебуванням „всередині“. Іншими словами, „бути ззовні“ — насправді бути всередині. Всередині видимого, артикульованого і раціонального культурного простору».
Теоретик гендерних досліджень і фемінізму Ів Кософскі Седжвік у своїй книзі «Епістемологія комірки» (1990) на базі літературних героїв докладно аналізує сприйняття в сучасному суспільстві феномену чоловічої гомосексуальності і самої «шафи», яку «залишають» гомосексуали. Кософскі критикує суворий розподіл між гетеро- і гомосексуальністю, а також тезу про те, що гомосексуал є певним окремим типом людини, чия сексуальність виявляється «заразною». Автор припускає, що, можливо, в кожному чоловікові, як в «шафі», ховається «жіноче серце» і що це є не характеристикою деякого «виду» або «меншини», а, швидше, однією з багатьох ймовірних можливостей. Автор робить висновок, що «шафа», яка сприймається як певна таємна, приватна гомосексуальність, насправді є публічною сутністю, а «вихід» із неї виконує функцію певного «перформанса» або «вистави». Заперечуючи протиставлення приватного і публічного, Косовскі в своїх міркуваннях приходить не до того, що гомосексуали здійснюють «вихід із шафи», а до виявлення того факту, що насправді «шафа» є «прозорою» або «порожньою». Таким чином, гомосексуали, на думку Кософскі, виявляються лише «нашвидку сформованою групою чоловіків» із «показною» метою.